# Öresundskomiteen

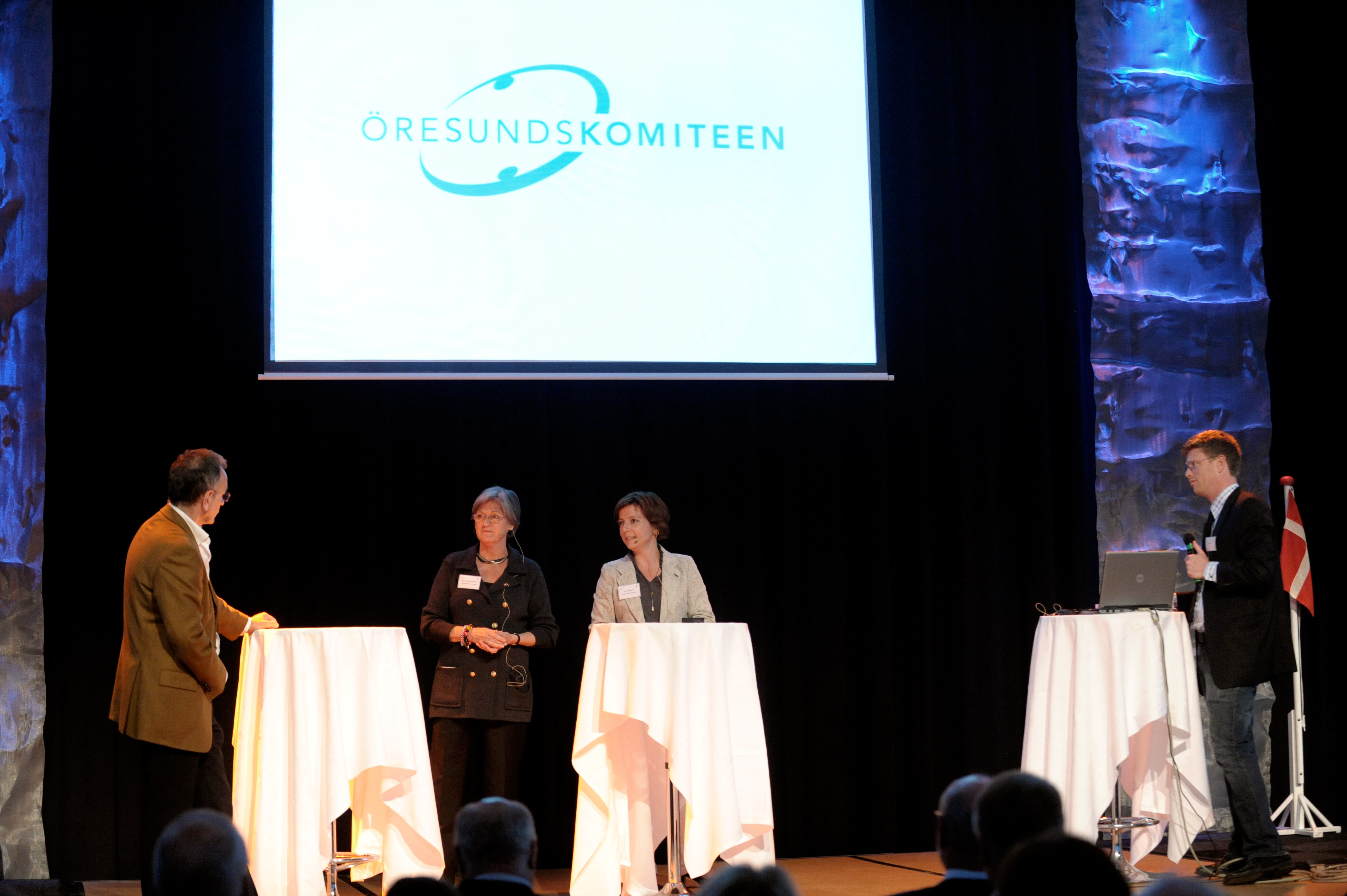
Öresundstinget i Malmö 2010.

Öresundskomiteen var en gränsregional samarbetsorganisation som startades av svenska och danska politiker på båda sidor Öresund 1993. Det var en politisk intresseorganisation som främjade samarbetet över sundet på alla nivåer och tillvaratar Öresundsregionens intressen gentemot de två regeringarna, Riksdagen och Folketinget. Namnet Öresundskomiteen är en blandning av svenska och danska, då Öresund har svensk och komiteen dansk stavning.
Öresundskomiteen finansieradas av medlemsbidrag som var relaterat till antalet invånare i regionen. Utöver medlemsbidraget fick Öresundskomiteen bidrag från Nordiska Ministerrådet, samt viss extern finansiering.

## Öresundskomiteens medlemmar
Från dansk sida:
- Region Hovedstaden
- Region Sjælland
- Københavns Kommune
- Frederiksberg Kommune
- Bornholms Regionskommune
- Kommunekontaktråd Hovedstaden
- Kommunekontaktråd Sjælland

Från svensk sida:
- Region Skåne
- Malmö stad
- Helsingborgs stad
- Lunds kommun
- Landskrona kommun